# دینموحمت اخیموف
دین محمد آخیموف (قزاقستانی: Дінмұхамед Тілеулесұлы Әкімов, Dınmūhamed Tıleulesūly Äkımov؛ زادهٔ ۸ اوت ۱۹۴۸)، معروف به «دیماش» بازیگر اهل کشور قزاقستان، هنرمند پرافتخار جمهوری سوسیالیستی شوروی قزاقستان، دارنده مدال‌های «کورمت» و «پاراسات»، و همچنین عضو انجمن فیلمسازان جمهوری قزاقستان است.